# カルト映画

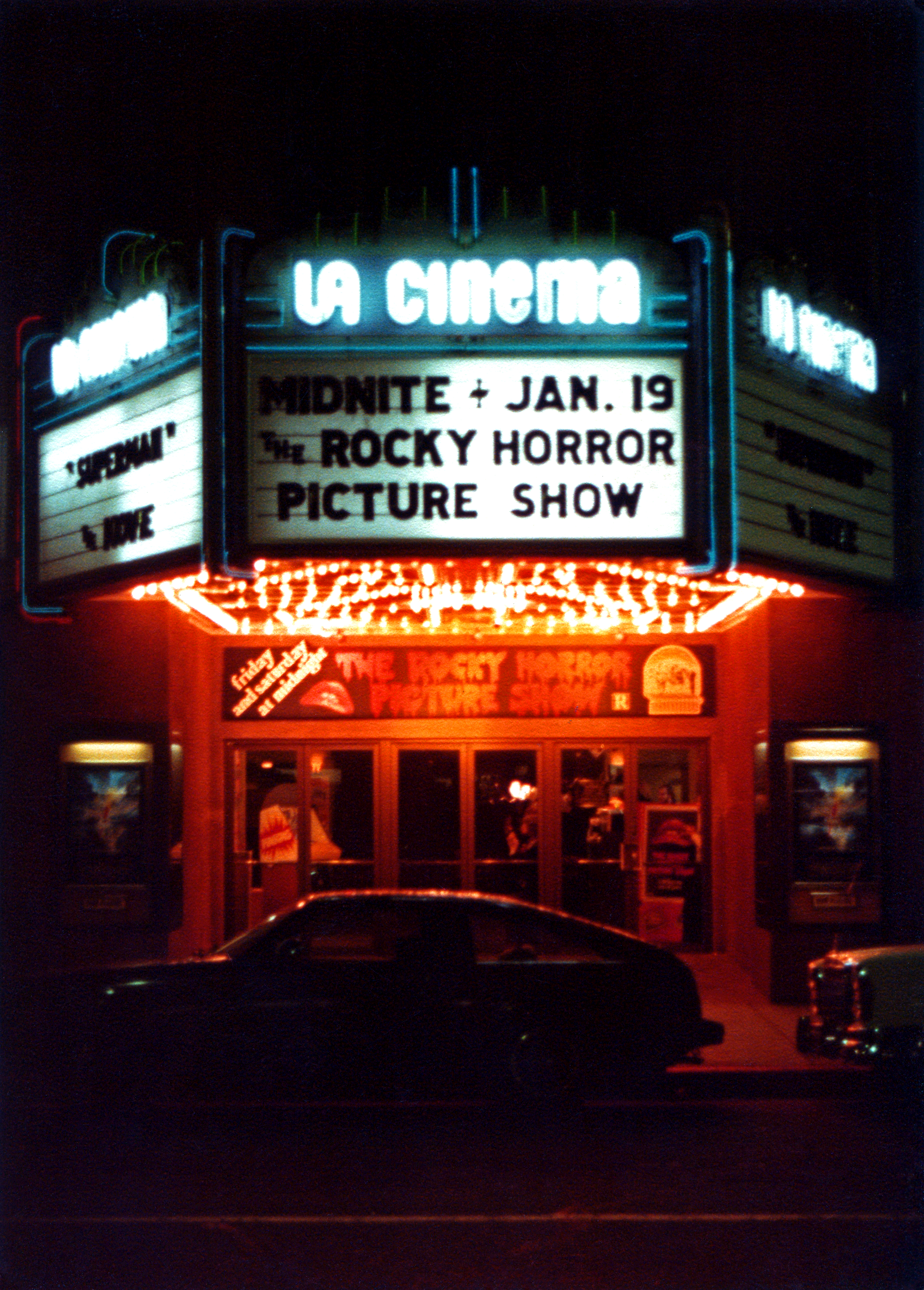
しばしばカルト映画の代表例とされる『ロッキー・ホラー・ショー』を上映するカリフォルニアの映画館（1978年）。カルト映画は大都市の大学生など若い観客を対象に深夜上映が行われ、人気が定着していった。

カルト映画（Cult Film, Cult Movie, Cult Cinema）は、公開後に熱心なファンを獲得して、長期にわたってさまざまな形で繰り返し鑑賞・消費されるようになった映画作品を指す。
一般的な評価・嗜好基準からは外れているとみなされやすい俗悪・低劣な作品を熱狂的に受け入れるファンの姿を、宗教上のカルト・グループになぞらえてこの呼び名がある。主に第二次大戦後のアメリカにおける映画の消費行動をとらえて作られた用語で、現在では日本を含む各国の映画作品に対しても使われている。
映画研究の分野でも明確な定義はないが、総じて低予算で乱造された非主流映画を指すことが多く、この点でカルト映画は同時期に登場した「エクスプロイテーション映画」と大きく重なりあっている。

## 概要

### 多様化する嗜好
アメリカにおいて映画は長く大都市の大型館でのみ上映されていたが、第二次大戦後になると、それがまず全国の地方都市へも拡散し、小型の上映館も急増した。これを支えた要因の1つとされるのは大学進学率の上昇、つまり新しい文化動向への関心が強い大学生の増加である。こうした環境の変化を背景に、アメリカ国内で上映される映画は、芸術性の高い外国映画から低俗な量産作品まで、大きく幅を広げることとなった。
この中で現れてきたのが若い観客たちによる新しい鑑賞方法で、そこでは従来の評価基準にあえて反旗をひるがえし、低俗きわまる作品の中に独自の価値を見出して称揚するといったことが行われた。その最初の典型的な例とされるのが、1975年のジム・シャーマン監督『ロッキー・ホラー・ショー』（The Rocky Horror Picture Show）である。

### ロッキー・ホラー・ショーの登場

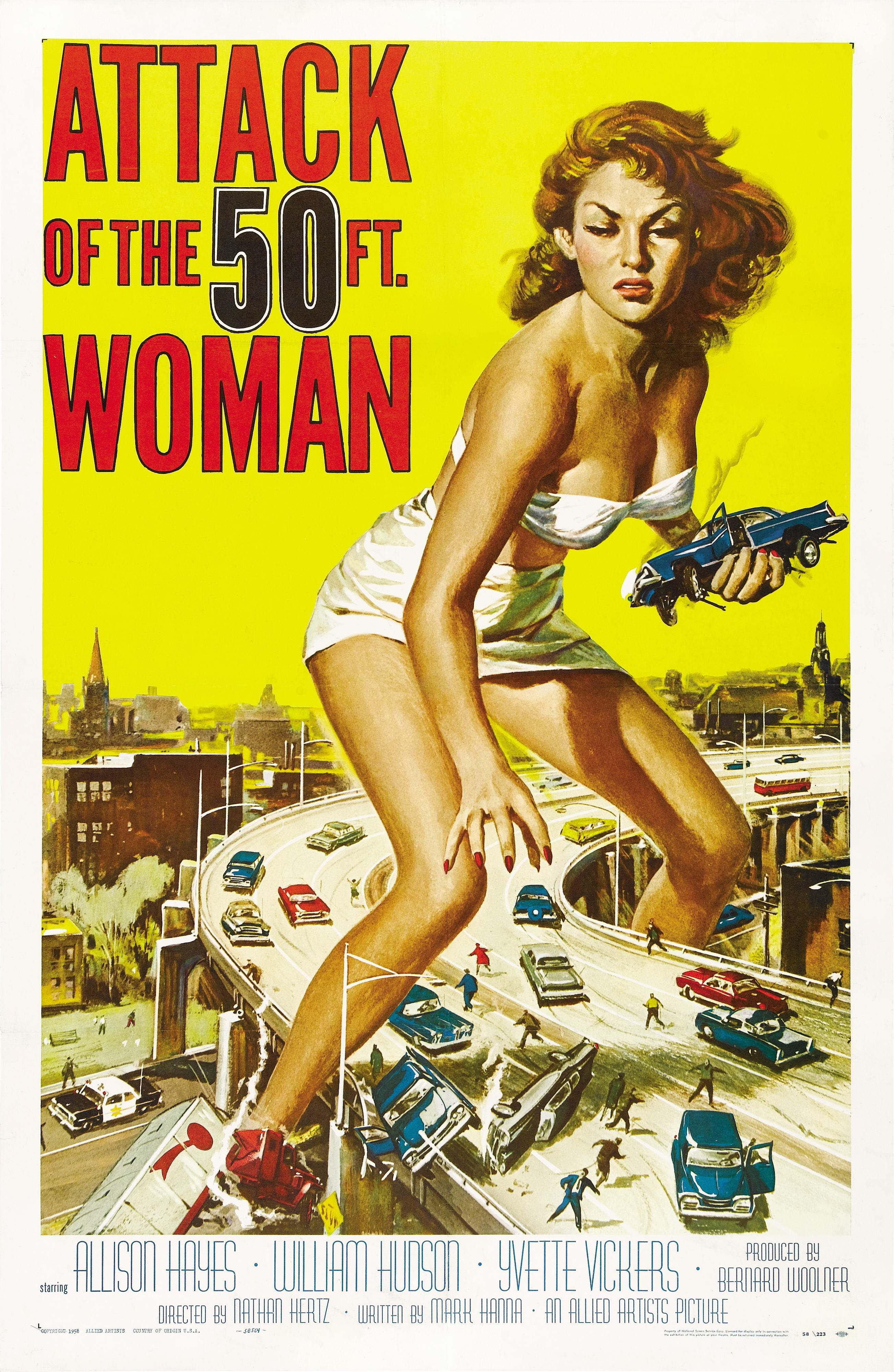
『妖怪巨大女』（1958年）ポスター。1970年代のアメリカでは、一般の基準からは俗悪・低劣とみなされやすい作品が好んで「カルト映画」として消費された。

このミュージカル作品では、奇怪な衣装をまとった登場人物が終始悪ふざけをしつづける。物語や演技・映像の見事さといったそれまで「良い映画」とされる条件を欠いており最初の興行ではまったく失敗したが、1970年代の風俗や言葉づかいをそのまま取り込んだ演出に若い観客が注目し、ニューヨークなどで深夜上映会が繰り返し行われるようになった。
上映回数を重ねると、映画の衣装を身にまとった観客による集まり、作品に登場するわずかな台詞の記憶を競いあう集まりなど、作品を軸にさまざまな消費行動が始まってゆく。
当時のアメリカでは、カリスマ的人物への熱狂的な崇拝と異教的な礼拝儀式で特徴づけられる宗教集団「カルト」が急増しており、1968年にチャールズ・マンソンとその支持者らが「シャロン・テート殺害事件」を引き起こして大きな社会問題となっていた。
『ロッキー・ホラー・ショー』などの上映に集まった若い観客は、自分たちのファン行動を、揶揄をこめてこのカルトになぞらえ、崇拝対象となる作品を「カルト映画」（Cult Film）と呼ぶようになった。また上記のような典型的なカルト映画の受容方法は、以後、大都市以外でも行われるようになってゆく。

### カルト映画の拡大
これをきっかけに、それまで単なる時間つぶしとしか思われていなかった多くのB級映画作品が「隠れた傑作」と称賛されるようになる。対象となった作品は非常に多様で、ホラーやポルノに加えて、『続・夕陽のガンマン』 (1966) のようにイタリアで制作された西部劇マカロニ・ウェスタン (Spaghetti Western)、『怪獣総進撃』(1968) など日本の怪獣映画、「ルチャシネマ」と呼ばれるメキシコのプロレス映画 (Luchador films）といった映画の主流から外れていると当時みなされていたジャンルがことさら注目され、エド・ウッド監督のように、生涯B級作品ばかりを撮り続けた作家が好んで引用された。
1970年代、『ロッキー・ホラー・ショー』同様に一見ばかげた設定と奇怪な物語が逆に若い観客を惹きつけた例として、『ピンク・フラミンゴ』（1971年）や『アタック・オブ・ザ・キラー・トマト』（1978年）などが挙げられることが多い。

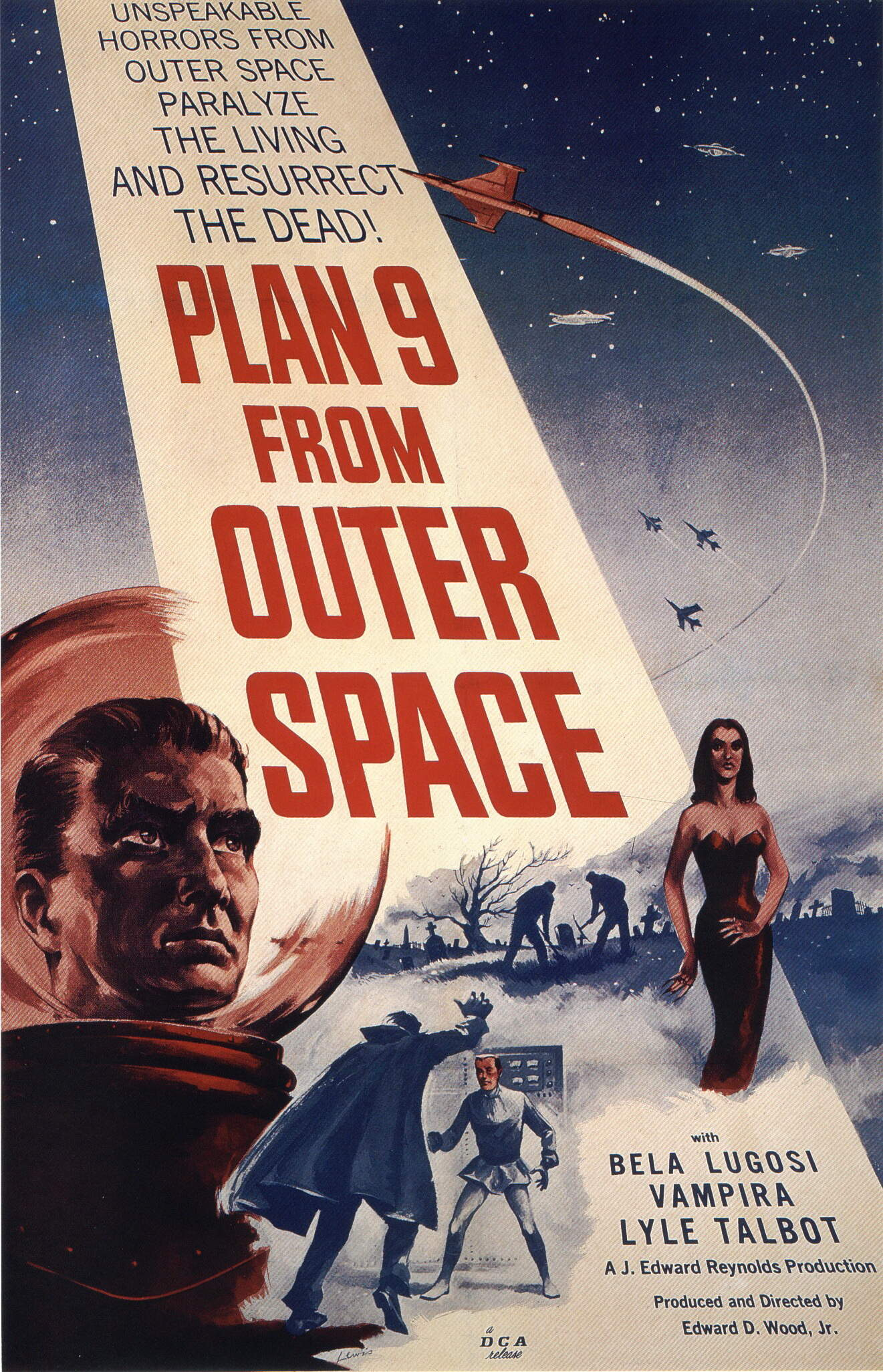
エド・ウッド監督の『プラン9・フロム・アウタースペース』（1959）。ウッドは早くからカルト映画の作り手として受容された。

以後、エドガー・G・ウルマー、ダリオ・アルジェント、ロジャー・コーマン、デヴィッド・クローネンバーグ、ジョン・ウォーターズ、デヴィッド・リンチなどの作り手がカルト的な受容対象となってゆく。
1980年代以降、映画がビデオやDVD、続いて動画配信サービスによって視聴できるようになると「カルト作品」探しは全世界が対象となった。この文脈で、アメリカでは大林宣彦監督『ハウス』（1977年）など欧米以外の作品もカルト作品とみなされるようになった。
またこの時期以降、インターネットの出現でファン同士の交流が容易になり、世界各地で作品情報の交換が行われるようになったため、現在では特定の作品・監督・ジャンルなどを対象に、さまざまな形態で集会・映画祭が行われ、多くのファンを集めている。

### ファン行動への注目
カルト映画とされる作品のほとんどは、上述のとおり低予算で乱造されたマイナー作品だが、しかし商業的に成功しながら熱狂的なファンを集めている作品、たとえば『ハリー・ポッター』や『スター・ウォーズ』シリーズなどをカルト映画に含める論者もいる。映画評論家のハリー・ポタムキンは、チャップリンの喜劇映画もカルト映画の中に含めている。
現在の映画研究では、ファンがカルト映画をどのように消費して「積極的な鑑賞」（active spectatorship）を成立させているかが主な関心で、たとえばファンによる朗読・コスプレ・二次創作といった広義のパフォーマンスが、様々な異なる作品をどのように引用・流用して成り立っているか、といった点が分析されている。また近年では友人同志で集まってパーティーの場でビデオを鑑賞する、ファンが集まって主題歌を合唱することを容認する映画館上映、なども研究対象となっている。

## 代表的なカルト映画
上述のとおりカルト映画に統一された定義はなく、どの作品を数えるかも論者によって幅があるが、批評家・研究者らによる複数の出典で共通して明確に「カルト映画」と呼ばれているものに、以下の作品がある。
| 公開年 | 邦題                                  | 原題                          | 監督名                                  |
| ------ | ------------------------------------- | ----------------------------- | --------------------------------------- |
| 1932年 | フリークス                            | Freaks                        | トッド・ブラウニング                    |
| 1956年 | ボディ・スナッチャー/恐怖の街         | Invasion of the Body Snatcher | ドン・シーゲル                          |
| 1959年 | プラン9・フロム・アウタースペース     | Plan 9 from Outer Space       | エド・ウッド                            |
| 1960年 | 血ぬられた墓標                        | Black Sunday                  | マリオ・バーヴァ                        |
| 1965年 | ファスター・プシィキャット!キル!キル! | Faster, Pussycat! Kill! Kill! | ラス・メイヤー                          |
| 1968年 | ナイト・オブ・ザ・リビングデッド      | Night of the Living Dead      | ジョージ・A・ロメロ                     |
| 1970年 | エル・トポ                            | El Topo                       | アレハンドロ・ホドロフスキー            |
| 1971年 | 時計じかけのオレンジ                  | A Clockwork Orange            | スタンリー・キューブリック              |
| 1971年 | ハロルドとモード 少年は虹を渡る       | Harold and Maude              | ハル・アシュビー                        |
| 1972年 | ピンク・フラミンゴ                    | Pink Flamingos                | ジョン・ウォーターズ                    |
| 1974年 | 悪魔のいけにえ                        | The Texas Chain Saw Massacre  | トビー・フーパー                        |
| 1975年 | ロッキー・ホラー・ショー              | The Rocky Horror Picture Show | ジム・シャーマン                        |
| 1975年 | デス・レース2000年                    | Death Race 2000               | ポール・バーテル                        |
| 1977年 | イレイザーヘッド                      | Eraserhead                    | デイヴィッド・リンチ                    |
| 1977年 | サスペリア                            | Suspiria                      | ダリオ・アルジェント                    |
| 1978年 | アタック・オブ・ザ・キラー・トマト    | Attack of the Killer Tomatoes | ジョン・デ・ベロ                        |
| 1979年 | マッドマックス                        | Mad Max                       | ジョージ・ミラー                        |
| 1982年 | ブレードランナー                      | Blade Runner                  | リドリー・スコット                      |
| 1984年 | レポマン                              | Repo Man                      | アレックス・コックス                    |
| 1985年 | 未来世紀ブラジル                      | Brazil                        | テリー・ギリアム                        |
| 1988年 | ゼイリブ                              | They Live                     | ジョン・カーペンター                    |
| 1992年 | バッフィ/ザ・バンパイア・キラー       | Buffy the Vampire             | フラン・ルーベル・クズイ                |
| 1994年 | パルプ・フィクション                  | Pulp Fiction                  | クエンティン・タランティーノ            |
| 1996年 | スクリーム                            | Scream                        | ウェス・クレイヴン                      |
| 1998年 | ビッグ・リボウスキ                    | The Big Lebowski              | イーサン・コーエン、 ジョエル・コーエン |
| 1998年 | ラン・ローラ・ラン                    | Run Lola Run                  | トム・ティクヴァ                        |
| 1999年 | ファイト・クラブ                      | Fight Club                    | デヴィッド・フィンチャー                |
| 2000年 | メメント                              | Memento                       | クリストファー・ノーラン                |
| 2000年 | アメリカン・サイコ                    | American Psycho               | メアリー・ハロン                        |
| 2000年 | スナッチ                              | Snatch                        | ガイ・リッチー                          |
| 2001年 | マルホランド・ドライブ                | Mulholland Drive              | デヴィッド・リンチ                      |
| 2001年 | ヘドウィグ・アンド・アングリーインチ  | Hedwig and the Angry Inch     | ジョン・キャメロン・ミッチェル          |
| 2003年 | ザ・ルーム                            | The Room                      | トミー・ウィゾー                        |

### そのほか
興行側が宣伝のため自称する場合など、明確な出典が提示できないもの。
| 公開年 | 邦題                       | 原題                                 | 監督名                                            |
| ------ | -------------------------- | ------------------------------------ | ------------------------------------------------- |
| 1999年 | マルコヴィッチの穴         | Being John Malkovich                 | スパイク・ジョーンズ                              |
| 2000年 | バトル・ロワイアル         | Battle Royale                        | 深作欣二                                          |
| 2001年 | ドニー・ダーコ             | Donnie Darko                         | リチャード・ケリー                                |
| 2004年 | ショーン・オブ・ザ・デッド | Shaun of the Dead                    | エドガー・ライト                                  |
| 2004年 | ナポレオン・ダイナマイト   | Napoleon Dynamite                    | ジャレッド・ヘス                                  |
| 2006年 | パンズ・ラビリンス         | El laberinto del fauno               | ギレルモ・デル・トロ                              |
| 2007年 | グラインドハウス           | Grindhouse                           | ロバート・ロドリゲス クエンティン・タランティーノ |
| 2009年 | ムカデ人間                 | The Human Centipede (First Sequence) | トム・シックス                                    |

以下は「カルトの帝王」と呼ばれたことのある映画監督の例。
- アレハンドロ・ホドロフスキー[15]
- 石井輝男 - 亡くなった際に「追悼 カルトの帝王 石井輝男まつり」が開催された[16]。
- フィリップ・リドリー（英語版） - ポスト“デヴィッド・リンチ”と評される[17]。

## 関連文献

### 研究文献（欧文）
- Church, David. Grindhouse nostalgia : memory, home video and exploitation film fandom (Edinburgh : Edinburgh University Press, 2015)
- Dubois, Régis. Drive-in & grindhouse cinema 1950's-1960's (Paris : Éditions Imho, 2017)
- Harvis, Allan. Cult Films: Taboo and Transgression. Lanham, MD: University Press of America, 2008.
- Hills, Matt, ed. "Special Issue: Cult Cinema and Technological Change," New Review of Film and Television Studies, 13.1 (January 2015).
- Holmlund, Chris, and Justin Wyatt, eds. Contemporary American Independent Film: From the Margins to the Mainstream. Abingdon, UK: Routledge, 2004.
- Hunter, I. Q., and Heidi Kaye, eds. Trash Aesthetics: Popular Culture and Its Audience. Chicago: Pluto, 1997.
- Hunter,  I. Q. Cult Film As a Guide to Life: Fandom, Adaptation and Identity (Bloomsbury, 2016)
- Muller, Eddie and Daniel Faris. Grindhouse : the forbidden world of "adults only" cinema (New York : St. Martin's Griffin, 1996)

### 研究文献（邦文）
- ロビン・ウッド「アメリカのホラー映画 序説」〔岩本憲児ほか編『「新映画理論集成 1 :歴史／人種／ジェンダー』フィルムアート社、 1988年、 44~76）
- 柳下毅一郎『興行師たちの映画史 : エクスプロイテーション・フィルム全史』（青土社、2003年 / 2018年 新装版）

### そのほか
- 『カルト映画館 ホラー』永田よしのり（1995年9月、社会思想社、ISBN 978-4-3901-1579-7）
- 『カルト映画館 SF』永田よしのり（1996年11月、社会思想社、ISBN 978-4-3901-1598-8）
- 『カルト映画館 ミステリー&サスペンス』永田よしのり（1998年12月、社会思想社、ISBN 978-4-3901-1628-2）
- 『カルト映画館 アクション』永田よしのり（2000年5月、社会思想社、ISBN 978-4-3901-1635-0）
- 『映画秘宝が選ぶ日本のカルト映画50!』（2000年4月、洋泉社、ISBN 978-4-8969-1456-6）
- 『映画秘宝EX 映画の必修科目10 仰天カルトムービー100』（2011年9月、洋泉社、ISBN 978-4-8624-8808-4）
- 『映画秘宝EX 映画の必修科目10 仰天カルトムービー100 PART2』（2014年9月、洋泉社、ISBN 978-4-8003-0491-9）
- 『カルトムービー 本当に面白い日本映画 1945→1980』桂千穂（2013年12月、メディアックス、ISBN 978-4-8620-1459-7）
- 『別冊カルトムービー Jホラー、怖さの秘密』（2014年3月、メディアックス、ISBN 978-4-8620-1469-6）
- 『カルトムービー 本当に面白い日本映画 1981→2013』桂千穂（2014年4月、メディアックス、ISBN 978-4-8620-1472-6）
- 『カルトムービー 本当に恐ろしいホラー映画』桂千穂（2014年7月、メディアックス、ISBN 978-4-8620-1485-6）
- 『日本カルト映画全集』（ワイズ社）
  1. 「恐怖奇形人間 : 江戸川乱歩全集」（1995年、ISBN 4-9487-3529-9）
  2. 「十七人の忍者」円尾敏郎編（1995年、ISBN 4-9487-3533-7）
  3. 「夢野久作の少女地獄」小野善太郎編（1995年、ISBN 4-9487-3536-1）
  4. 「天使の欲望」小張アキコ編（1995年、ISBN 4-9487-3538-8）
  5. 「沓掛時次郎 遊侠一匹」鈴村たけし編（1995年、ISBN 4-9487-3539-6）
  6. 「女地獄・森は濡れた」筒井武文編（1995年、ISBN 4-9487-3540-X）
  7. 「盲獣」日本カルト映画倶楽部編（1996年、ISBN 4-9487-3544-2）
  8. 「女獄門帖 引き裂かれた尼僧」筒井武文、多田功編（1996年、ISBN 4-9487-3545-0）
  9. 「狐の呉れた赤ん坊」円尾敏郎編（1996年、ISBN 4-9487-3546-9）
  10. 「暴行切り裂きジャック」北里宇一郎編（1996年、ISBN 4-9487-3550-7）